# Nanna armillata
Nanna armillata är en tvåvingeart som först beskrevs av Zetterstedt 1846.  Nanna armillata ingår i släktet Nanna och familjen kolvflugor. Arten är reproducerande i Sverige. Inga underarter finns listade i Catalogue of Life.